# Renacimiento FC
Maillots
Le Renacimiento FC est un club équatoguinéen de football basé à Malabo.

## Palmarès
- Championnat de Guinée équatoriale
  - Champion : 2004, 2005, 2006, 2007

## Anciens joueurs
- Gautier Bello
- Birama Diop
- Lawrence Doe
- Pape Niokhor Fall
- Papu

(voir aussi Catégorie:Joueur du Renacimiento FC)